# Wrong Turn (film 2021)
(tagline dall'edizione DVD)
Wrong Turn: The Foundation (Wrong Turn) è un film del 2021 diretto da Mike P. Nelson.
Tale film costituisce il settimo capitolo della saga d'orrore iniziata nel 2003 con Wrong Turn, pur non avendo alcun legame con i precedenti film.

## Trama
Harpes Ferry, Virginia occidentale. Un gruppo di giovani turisti trascorre alcuni giorni camminando tra i boschi degli Appalachi. Durante l'escursione si imbatte però in una poco amichevole comunità, The Foundation, che risiede su tali montagne da centinaia di anni.

## Produzione

### Regia
La pellicola è stata diretta da Mike P. Nelson, mentre la sceneggiatura è stata affidata all'ex regista della saga, Alan McElroy.

### Sceneggiatura
Wrong Turn è stato pubblicato come reboot dei precedenti episodi della saga ed è conosciuto anche come Wrong Turn: The Foundation oppure Wrong Turn 7: Bloodshed.

### Riprese
Le riprese, iniziate nel settembre 2019 in Ohio, sono terminate a novembre dello stesso anno.

## Distribuzione

### Data di uscita
Negli Stati Uniti dopo un primo trailer pubblicato il 16 dicembre 2020, la pellicola è stata resa disponibile in Blu-ray e DVD il 23 febbraio 2021 dalla Lionsgate Entertainment.
In Italia è stato distribuito direttamente  in home-video il 21 settembre 2022.